# Modular Audio Recognition Framework
Modular Audio Recognition Framework(MARF)는 자바로 개발된 음성, 소리, 말하기, 텍스트, 자연어 처리 알고리즘의 컬렉션이자 오픈 소스 연구 플랫폼으로, 모듈 방식과 확장 가능한 프레임워크로 정렬되어 있어서 새로운 알고리즘의 추가를 용이하게 하려고 시도한다. MARF는 응용 소프트웨어에서 라이브러리 역할을 하거나 학습과 확장 기능을 위한 소스로 사용될 수 있다.

## 참고 자료
- “Modular Audio Recognition Framework”. 《MARF, The Modular Audio Recognition Framework, and its Applications》. 2007년 8월 10일에 확인함.
- S. M. Bernsee. “The DFT à pied”. 《The DFT à pied》. 2008년 6월 7일에 확인함.
- O'Shaughnessy, Douglas (2000). 《Speech Communications》. IEEE Press New Jersey, U.S. ISBN.